# Geoff Ogilvy
Pour les articles homonymes, voir Ogilvy (homonymie).
Geoff Ogilvy, né le 11 juin 1977 à Adélaïde, est un golfeur australien. Il a remporté son premier majeur en 2006 en remportant l'Open américain et trois tournois du World Golf Championships.

## Biographie
Passé professionnel en 1998, il obtient sa carte pour le circuit européen pour la saison 1999. Après une nouvelle saison en Europe, il rejoint le PGA Tour en 2001. Il y remporte sa première victoire en 2005.
En 2006, il remporte tout d'abord le WGC-Accenture Match Play Championship, Championnat du monde de match play, en battant Davis Love III. Mais c'est surtout sa victoire dans l'US Open de golf qui marque les esprits: il réussit brillamment à sauver le par lors des deux derniers trous, laissant ainsi à l'Écossais Colin Montgomerie et à l'Américain Phil Mickelson la possibilité de remporter le titre au départ du dernier trou s'ils réussissent le par, ou, au pire, de partir en play-off avec un boggey. Mais tous deux bouclent leur tournoi par un double boggey, ce qui assure à l'Australien le titre.
Pour la saison 2007, il renoue avec la finale du Championnat du monde de match play: il est battu par Henrik Stenson.
Lors de la saison suivante, il remporte son second titre dans un tournoi du World Golf Championships lors du  WGC-CA Championship où il devance l'Américain Jim Furyk d'un coup. Durant la saison, il atteint son meilleur résultat au Official World Golf Ranking, classement mondial des golfeurs, avec une troisième place.
La saison 2009 débute par une victoire lors du Championnat Mercedes-Benz. Il participe ensuite à sa troisième finale en quatre ans du Championnat du monde de match play : après avoir éliminé Stewart Cink en demi-finale, il remporte le tournoi face à Paul Casey sur le score de 4 et 3,.